# Meteorologiåret 1916

## Händelser

### Januari
- 23-24 januari - Temperaturen faller i Browning, Montana, USA från 100°F (56°C) from + 44°F (7°C) to -56°F (-49°C), vilket blir amerikanskt rekord för största temperaturförändringen inom 24 timmar.[1]
- 26 januari - Isstormar härjar i Mower County i Minnesota, USA och dödar hundratals fåglar [2].

### Februari
- 2 februari - En av 1900-talets värsta snöstormar i Victoria i British Columbia, Kanada rasar. Minst 55 centimeter snö faller [3].

### April
- April - I Dalälven i Dalarna och Gästrikland noteras ovanligt högt vattenstånd, och svämmar över [4].
- 6 april – I Karesuando, Sverige uppmäts temperaturen - 36,5 °C vilket blir Sveriges lägst uppmätta temperatur för månaden [5].

### Maj
- Maj - Klarälven i Värmland svämmar över [6].
- 3 maj – I Karesuando, Lappland uppmäts temperaturen - 36,5 °C vilket då är Sveriges lägst uppmätta temperatur för månaden [5].
- 7 maj – Sandstormar härjar i södra Minnesota, USA efter starka vindar [7].

### Juli
- 14 juli – Skyfall i Minnesota, USA gör att sju inch regn faller över New Ulm på lika många timmar [8].

### Augusti
- 5 augusti – I Sadovo, Bulgarien uppmäts temperaturen + 45.2 °C (113.3 °F), vilket blir Bulgariens högsta uppmätta temperatur någonsin [9].

### September
- 15 september – Rekordtidig snö faller över Saint Paul i Minnesota, USA [10].

### Oktober
- 18 oktober – En snöstorm härjar i Minnesota, USA [11].
- 19-20 oktober - Minnesota, USA drabbas av en svår snöstorm [12].

## Födda
- 21 februari – Ye Duzheng, kinesisk meteorolog.
- Okänt datum – Pauline Morrow Austin, amerikansk meteorolog.

## Avlidna
- 10 februari – Aleksandr Vojejkov, rysk meteorolog och geograf.
- 17 februari – Miklós Konkoly-Thege, ungersk astronom och meteorolog.
- 12 september – Henrik Mohn, norsk meteorolog.
- 29 december – Cleveland Abbe, amerikansk meteorolog och astronom, ansedd som den egentlige skaparen av USA:s vädertjänst Weather Bureau.

### Fotnoter
1. ↑  ”Top Ten Montana Weather Events of the 20th Century”. National Weather Service Unveils Montana's Top Ten Weather/Water/Climate Events of the 20th Century. National Weather Service. http://www.wrh.noaa.gov/tfx/tx.php?wfo=tfx&type=html&loc=text&fx=topweather. Läst 9 mars 2007.
2. ↑  ”Arkiverade kopian”. Arkiverad från originalet den 22 juni 2010. https://web.archive.org/web/20100622121311/http://climate.umn.edu/pdf/ice_storms_in_minnesota.pdf. Läst 15 februari 2011.
3. ↑  ”Dan, Dan the Weatherman's Canadian Weather Trivia Page”. Arkiverad från originalet den 9 september 2013. https://web.archive.org/web/20130909001246/http://www.dandantheweatherman.com/cantriv.html. Läst 7 mars 2011.
4. ↑  SMHI
5. 1 2  SMHI Arkiverad 9 september 2010 hämtat från the Wayback Machine.
6. ↑  NWT Arkiverad 18 augusti 2010 hämtat från the Wayback Machine.
7. ↑  ”Arkiverade kopian”. Arkiverad från originalet den 16 juli 2010. https://web.archive.org/web/20100716103814/http://www.climate.umn.edu/pdf/day_in_weather_history/may_wx_history.pdf. Läst 16 februari 2011.
8. ↑  ”Arkiverade kopian”. Arkiverad från originalet den 21 juli 2010. https://web.archive.org/web/20100721153842/http://climate.umn.edu/pdf/day_in_weather_history/july_wx_history.pdf. Läst 16 februari 2011.
9. ↑  ”Bulgaria Second National Communication” (PDF). http://unfccc.int/resource/docs/natc/bulnc2.pdf. Läst 20 augusti 2010.
10. ↑  ”Arkiverade kopian”. Arkiverad från originalet den 26 juli 2010. https://web.archive.org/web/20100726102501/http://www.climate.umn.edu/pdf/day_in_weather_history/september_wx_history.pdf. Läst 16 februari 2011.
11. ↑  ”Arkiverade kopian”. Arkiverad från originalet den 26 juli 2010. https://web.archive.org/web/20100726102332/http://www.climate.umn.edu/pdf/day_in_weather_history/october_wx_history.pdf. Läst 16 februari 2011.
12. ↑  Famous Minnesota Winter Storms (Listed Chronologically) Arkiverad 7 januari 2009 hämtat från the Wayback Machine.